# Martin Mehkek
Martin Mehkek (Gola, 7. kolovoza 1936. – 1. srpnja 2014.) – slikar i velikan hrvatskoga naivnog slikarstva.
Njegove slike mogu se pronaći izložene i u golskoj galeriji "Stara škola". Najpoznatiji je po motivima zimskog, podravskog krajolika. Živio je u Goli.